# Stigmella abutilonica
Stigmella abutilonica (лат.) — вид молей-малюток рода Stigmella (Nepticulinae) из семейства Nepticulidae.
Эндемик Южной Африки: ЮАР (Natal, Umhlanga Rock). Длина 3—4 мм. Гусеницы питаются растениями вида Abutilon grantii (Malvaceae), минируют верхнюю поверхность листьев.
В апикальной части передних крыльев развиты две жилки: R4+5 и M.